# Pouchetia baumanniana
Pouchetia baumanniana är en måreväxtart som beskrevs av Buttner. Pouchetia baumanniana ingår i släktet Pouchetia och familjen måreväxter. Inga underarter finns listade i Catalogue of Life.